# 則久芳行
則久 芳行（のりひさ よしゆき、1946年 - ）は、日本の実業家。三井住友建設代表取締役社長、同社代表取締役会長、プレストレスト・コンクリート工事業協会会長（2010（平成22）年～2012（平成24）年）、プレストレスト・コンクリート建設業協会会長（2012（平成24）年～2016（平成28）年）を務めた。

## 人物・経歴
香川県出身。香川県立丸亀高等学校を経て、1969年神戸大学工学部土木工学科卒業、住友建設（現三井住友建設）入社。2000年取締役。2003年常務兼常務執行役員。2005年専務兼専務執行役員土木本部長。2007年取締役兼執行役員副社長。2008年代表取締役兼執行役員副社長。2010年から代表取締役社長を務め、メインバンクの支援のもと収益力の強化にあたった。2015年三井住友建設代表取締役会長。2018年相談役。2019年住友不動産監査役。

## 橋梁架設現場の従事
- 外津橋
- 舞子高架橋（明石海峡大橋と舞子トンネルの間に位置する高架橋）に則久は、住友建設（株）作業所の現場所長を務めた。

## 受賞
平成26年度土木学会田中賞の研究業績部門を、「我が国のコンクリート橋の普及・発展、産業振興の広範な業績」の理由により受賞した。